# Nacerdes erythrocephala
Nacerdes erythrocephala là một loài bọ cánh cứng trong họ Oedemeridae. Loài này được Germar miêu tả khoa học năm 1824.